# Denis Désiré Riocreux
Pour les articles homonymes, voir Riocreux.
Denis-Désiré Riocreux, né à Sèvres le 1er janvier 1791 et mort dans la même ville le 28 février 1872, est un dessinateur et peintre sur porcelaine français de la manufacture de Sèvres. Il y est aussi directeur des collections de céramique et le premier conservateur du musée de la manufacture.

## Famille

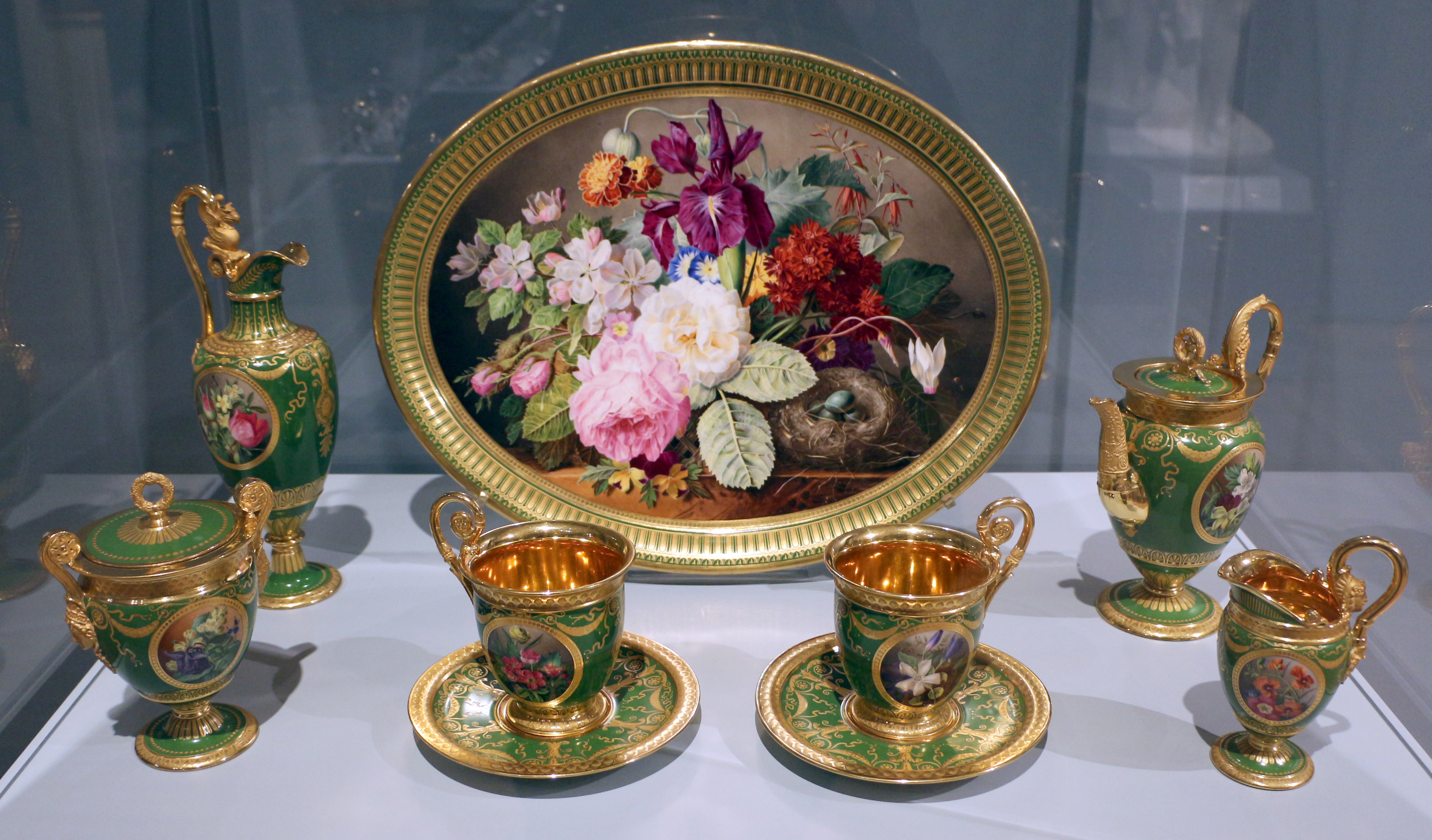
Service de Sèvres (1814) peinture par D. Riocreux, dorure. Louisville, Speed Art Museum.

Denis Désiré Riocreux naît le 1er janvier 1791 à Sèvres. Son père est Jean Jacques Riocreux (né en 1734 -  mort le 5 juillet 1799 à Sèvres), tailleur ; sa mère est Marie Anne Chevallier (née entre 1736 et 1764 - morte avant 1872).
Le 9 juillet 1814 à Sèvres, il épouse Henriette Anna Saint Omer, née le 18 août 1793 de Jacques Philippe Saint Omer (1761-1827) et de Henriette Adélaïde Boileau (1738..1778-) ; Henriette est née à la manufacture de Sèvres où son père est employé. 

Ils ont pour enfants :
- Aglaé Marie Riocreux (1815-), qui épouse le 21 octobre 1833 Louis-Rémy Robert (1810-1882)[2], peintre, chef des ateliers de peinture puis administrateur de la manufacture de Sèvres et chimiste pionnier de la photographie, — dont descendance[3].
- Alfred Riocreux, peintre, né le 8 janvier 1820 dans la manufacture même[2].

Henrietta meurt le 26 octobre 1820 au 6 avenue de Bellevue à Sèvres, à l'âge de 27 ans.
Denis-Désiré Riocreux se remarie avec Victoire Jacquet (ne pas confondre avec Marie Victoire Jaquotot, autre artiste de Sèvres et de grande renommée) , née en 1786 à Hirson (Aisne, Picardie), morte le 19 octobre 1860 à la manufacture de Sèvres.

## Biographie
Adolescent, il entre comme apprenti à la manufacture de Sèvres et y devient peintre. Puis sa vision se détériore ; le directeur de la manufacture Alexandre Brongniart l'emploie alors à des tâches de classement de collections et d'archives, et à terme crée un poste de conservateur des collections pour un musée de la céramique. Brongniart et Riocreux publient ensemble une description des collections en 1845. 
Riocreux accroît les collections du musée jusqu'en 1870, devenant un expert reconnu de l'histoire de la céramique. Plusieurs années avant que le baron Charles Davillier ne publie son Histoire des faïences et porcelaines de Moustiers et Marseille, 
Riocreux est le premier à aviver l'intérêt des collectionneurs et du public sur les faïences de Moustiers et leur excellente qualité, 
jusque là ignorées car attribuées aux fabriques de Rouen 
— même par Brongniart (1844), dont le musée possédait déjà quelques pièces de Moustiers ; 
mais aussi par Louis-Alphonse Salvétat, 
qui publie une deuxième édition du Traité des arts céramiques avec la même erreur d'attribution ; et par Joseph Marriat dans son Histoire des poteries, faïences et porcelaines (1857, 1866),.
Il est le premier conservateur du musée national de Céramique de Sèvres.
Il meurt le 28 février 1872 (à 3 h du matin) à la manufacture de Sèvres, à 81 ans. Il est inhumé à Sèvres au cimetière des Bruyères.[réf. nécessaire]

## Honneurs
Une rue à Sèvres porte son nom.
Pierre-Adolphe Dammouse (1817-1880) réalise en 1859 un médaillon en terre cuite le représentant de profil. Au revers, une inscription à l'encre : « à Monsieur le Comte de Liesville souvenir affectueux de son tout dévoué serviteur Riocreux ».

## Élèves
- Constant Troyon (1810-1865)

## Œuvres dans les collections publiques
États-Unis
- Louisville, Speed Art Museum : service de Sèvres, 1814[14].
- Philadelphie, Philadelphia Museum of Art : tasse, Manufacture de Sèvres, 1814-1817[15].

France
- Sèvres, musée national de Céramique.

## Publication
- [Brongniart & Riocreux 1845] Alexandre Brongniart et Denis Désiré Riocreux, Description méthodique du musée céramique de la Manufacture royale de porcelaine de Sèvres, Paris, A. Leleux, 1845 (BNF 31219226, lire en ligne sur Gallica).